# Tower Environs Scheme

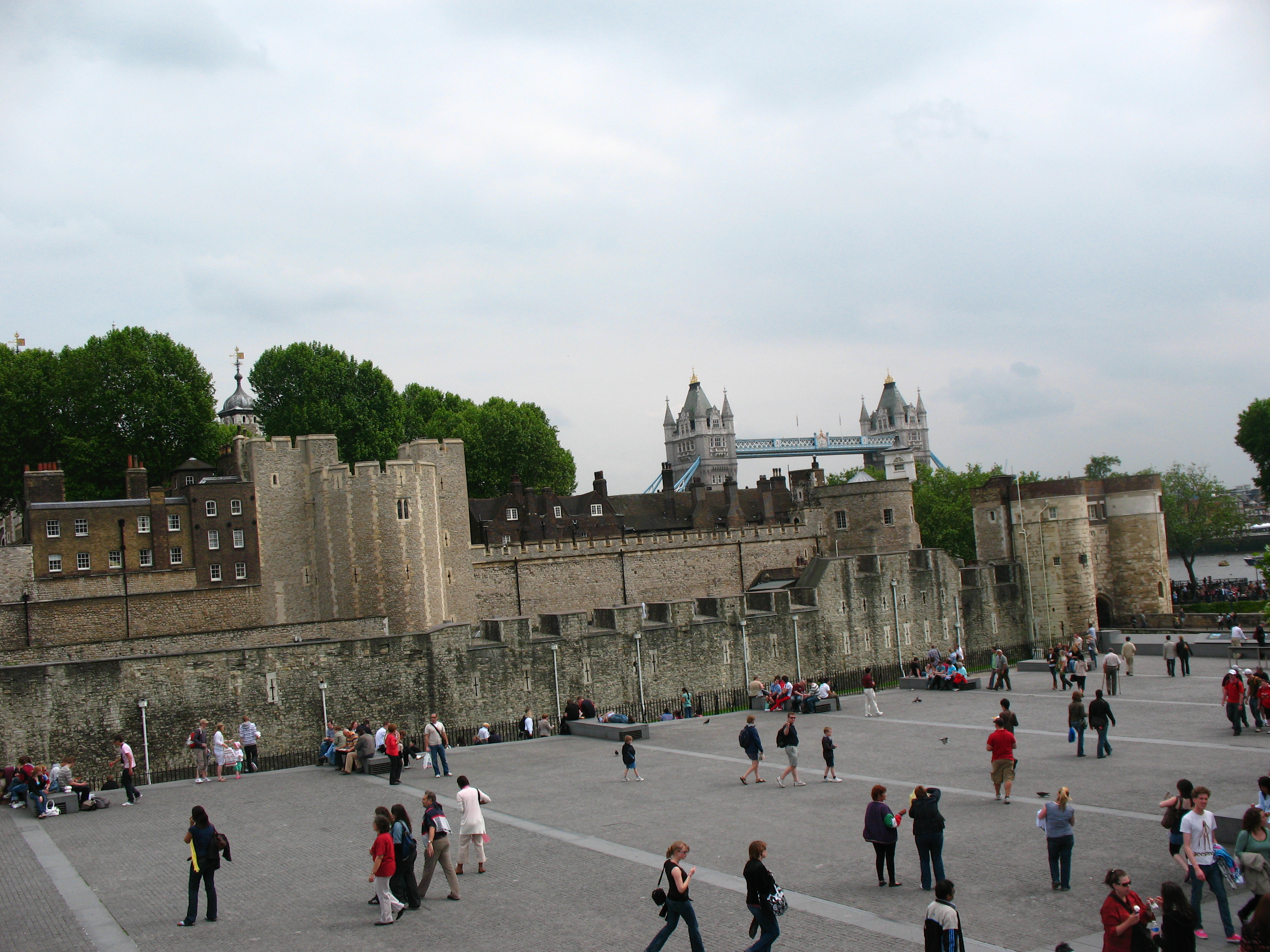
Neue Freifläche, die im Rahmen des Tower Environs Scheme geschaffen wurde.

Das Tower Environs Scheme war von 1995 bis 2004 ein Bauprogramm in London, dass die Umgebung des Tower of London aufwerten sollte. Dazu wurde unter anderem der Autoverkehr aus dem Süden und Westen der Festung verbannt, der Westzugang auf dem Tower Hill komplett neu gestaltet und mehrere Servicegebäude auf dem Tower Hill errichtet.
Der ehrgeizigste Plan – die Wiederfüllung des Tower-Grabens mit Wasser – scheiterte aus zwei Gründen. Archäologische Funden, die im Graben gemacht wurden und die das Wasser zerstören würde, wenn sie nicht geschützt wurden. Dies würde zu den allgemein hohen Kosten eines solchen Projekts beitragen. Wie schon die Baumeister des Mittelalters und der frühen Neuzeit feststellten, war die Flutung des Grabens immer problembehaftet, entweder kam kein Wasser oder es stand und entwickelte sich schnell zu einem stinkenden unhygienischen Morast.
Auftraggeber des 15-Millionen-Pfund Projekts war die Organisation Historic Royal Palaces, dessen bis dahin größtes Projekt dieser Umbau war. Ausführender Architekt war Stanton Williams. Das Projekt wurde aus staatlichen Mitteln und Spenden finanziert, wobei die größten Spender die Pool of London Partnership, der Heritage Lottery Fund, die Environment Agency und Paul Getty waren. Insgesamt wurden im Rahmen des Projekts vier Einzelmaßnahmen durchgeführt:

## Der westliche Zugang
Der westliche Zugang über den Tower Hill wurde in eine Freifläche umgestaltet, die seitdem zu den größten öffentlichen Plätzen Londons zählt. Auf dem mit Sandstein aus Yorkshire (Yorkstone) gepflasterten Platz finden sich heute Sitze und Bänke und die Servicegebäude für den Tower. Dazu gehört ein freistehendes Dach, das die Kartenverkaufskioske und den Eingang zum Bildungszentrum überdeckt. Daneben befindet sich ein „Welcome Center“ in dem ebenfalls Tickets verkauft werden, ein Andenkenladen entstand, wo Materialien zum Tower ausgestellt werden.
Der etwa 220 Meter lange und etwa 50 Meter breite namenlose Platz, der weiterhin als Tower Hill bezeichnet werden soll, hat eine Steigung von 1:20 und wird von verschiedenen Sitzgelegenheiten unterteilt. Vom Westen aus kommend wirkt der Platz als würde er sich direkt zum Tower hin ergießen. Die tatsächlich immer noch vorhandenen Barrieren und Einlasskontrollen sind so versteckt, dass Besucher sie erst kurz vor ihrem Eintritt in den Tower wahrnehmen. Auffallend ist dabei nicht nur das Fehlen von Barrieren und Zäunen auf dem Platz selber, sondern auch der Verzicht auf Lampenmasten. Die Architekten bestanden darauf, dass die Lichtquellen alle in die Gebäude oder Bänke integriert werden, sodass der Platz insgesamt aufgeräumter und weniger zugestellt wirkt.

## Andere Maßnahmen
- Der Bau des Bildungszentrums für Kinder und Jugendliche über Geschichte und Architektur des Towers.
- Der Umbau der Tower-Südseite mit Tower Wharf und Tower Millennium Pier. Dabei wurde ein Parkplatz ebenso abgeschafft wie mittlerweile überflüssige Schutzbauwerke gegen Hochwasser. Seit dem Umbau befindet sich dort eine Freifläche für Fußgänger. Zwischen Tower und Themse entstand ein neues Pumpenhaus, das einen Bau aus dem Jahr 1930 ersetzte.
- Neue Tunnel zur U-Bahn-Station Tower Hill im Norden und zu den St. Catharines Docks im Osten des Towers.

Während der Bauphase gab es Schwierigkeiten. Zum einen verschwanden Metallbarrieren aus dem 19. Jahrhundert, die nicht mehr benötigt wurden. Zum anderen stürzte bei Erdarbeiten ein Teil des Tower-Grabens ein, wobei einige Mauerteile aus dem 19. Jahrhundert und eventuell weitere aus älteren Jahrhunderten zerstört wurden.
Die Reaktionen auf die fertigen Bauten waren einhellig positiv. Die Sunday Times lobte die schlichten selbstlosen Bauten, die sich zurücknähmen und einen öffentlichen Ort hoher Qualität geschaffen hätten. Die Bauten gewannen 2005 den Design-Award des britischen Stahlbauverbandes BCSA. Die Jury lobte dabei die elegante Schlichtheit des Designs, die insgesamt den Platz aufwertet, ohne sich in den Vordergrund zu drängen. Aus demselben Jahr stammte der von English Heritage und dem Royal Institute of British Architects London vergebene London Award für Bauen im historischen Kontext. Die Jury lobte auch hier den enormen Unterschied, den die Landschaftsgestaltung im Zugang zum Tower macht. Sie schafft es einerseits, der Würde und Bedeutung des Towers gerecht zu werden, und andererseits, einen lebendigen Platz für die Bevölkerung zu schaffen. Die Landschaftsgestaltung selbst gewann 2006 den ersten Preis in der Kategorie Landschaftsbau für Bauten aus Naturstein, der vom Industrieverband vergeben wurde. Die Jury lobte auch hier die hohe Qualität der Ausführung zusammen mit der Zurückhaltung im Design.